# Vierfacher Schriftsinn
Mit vierfachem Schriftsinn (lat. quatuor sensus scripturae) wird der vorherrschende Ansatz der christlichen Bibel-Interpretation von der Alten Kirche bis ins späte Mittelalter bezeichnet. Bibelstellen lassen sich demnach nicht nur buchstäblich als konkrete historische Aussagen verstehen, sondern können auch als allegorische Aussagen über die Glaubenswirklichkeit, moralisch als Handlungsanweisung für den Glaubenden oder anagogisch als Ausdruck der Hoffnung gelesen werden. Luther und andere Reformatoren der frühen Neuzeit wandten sich von dieser Sichtweise ab.

## Geschichte
Die allegorische Textauslegung, die in Bezug auf das Alte Testament auf christlicher Seite zuerst von Paulus (Gal 4,24 ) und dem Autor des Hebräerbriefes benutzt wurde, war eine in der Antike weitverbreitete Methode der Exegese. Philo von Alexandrien benutzte sie ausgiebig für die jüdische Exegese der Thora, und auch im profanen Bereich war sie beliebt, etwa bei der Auslegung der homerischen Epen. In altkirchlicher Zeit wurde sie als möglicher mehrfacher Schriftsinn vor allem von Origenes (etwa 185–254) im 3. Jahrhundert entwickelt, wenngleich auch seither bestritten (schon bei Basilius dem Großen, Johannes Chrysostomos und der antiochenischen Schule, die den literarisch-historischen Sinn der Bibeltexte betonten).
Entsprechend der klassischen philologischen Schule in Alexandria stellte Origenes für die Bibel die Theorie vom „mehrfachen Schriftsinn“ auf. Die Kirchenväter entwickelten die Lehre vom „vierfachen Schriftsinn“. Demzufolge reichte nicht die rein literarisch-philologische Analyse des Textes. Dem einfachen Gläubigen genügte dieser geschichtliche Sinn, jedoch sollte die Bibel-Exegese für Geübtere auch den seelischen Sinn erheben und für Vollkommene der geistig-geistliche Sinn festgestellt werden.
Dieser Dreischritt somatische – psychische – pneumatische Exegese wurde dann durch Johannes Cassianus  im 5. Jahrhundert zur Theorie vom vierfachen Schriftsinn ausgebaut, die für das gesamte Mittelalter prägend war. Ähnlich wie in der jüdischen Tradition der Bibelauslegung (siehe PaRDeS) tritt zur historisch-literalen Exegese nun ein Dreischritt, der sich am Schema Glaube-Liebe-Hoffnung orientiert.
- Literalsinn = wörtliche, geschichtliche Auslegung
- Typologischer Sinn (Interpretation „im Glauben“) = Auslegung des Alten im Lichte des Neuen Testaments
- Tropologischer Sinn (Interpretation „in Liebe“) = moralische Sinnebene, gegenwärtige Wirklichkeit einer Einzelseele
- Anagogischer Sinn (Interpretation „in Hoffnung“) = endzeitlich-eschatologische Auslegung

Johannes Cassian bringt als klassisches Beispiel für den vierfachen Schriftsinn vier Bedeutungen von Jerusalem:

„Es gehen also diese vier Figuren, wenn wir wollen, so auf Eins zusammen, dass wir ein und dasselbe Jerusalem in vierfacher Weise auffassen können: nach der Geschichte als Stadt der Juden, nach der Allegorie als Kirche Christi, nach der Anagoge als jene himmlische Gottesstadt, welche die Mutter von uns allen ist, nach der Tropologie als Seele des Menschen, welche häufig vom Herrn unter diesem Namen entweder getadelt oder gelobt wird.“

Die Lehre vom vierfachen Schriftsinn, die heute wieder im Katechismus der Katholischen Kirche (109–119) vertreten wird, ist in zwei Hexametern zusammengefasst:
| Littera gesta docet;    | Der Buchstabe lehrt die Ereignisse,                       |
| quid credas, allegoria; | was du zu glauben hast, die Allegorie,                    |
| moralis, quid agas;     | die Moral, was du zu tun hast,                            |
| quo tendas, anagogia.   | wohin du streben sollst, die Anagoge (Führung nach oben). |